# 木刀
木刀（ぼくとう），也被稱為木劍（ぼっけん），為將木材刻成日本刀外型所成之物。日本劍術在練習形時常使用，劍道、合氣道也會用以空振或進行形的練習。市面上也有販售經過螺鈿、彫刻等裝飾的觀賞用木刀。

## 概說

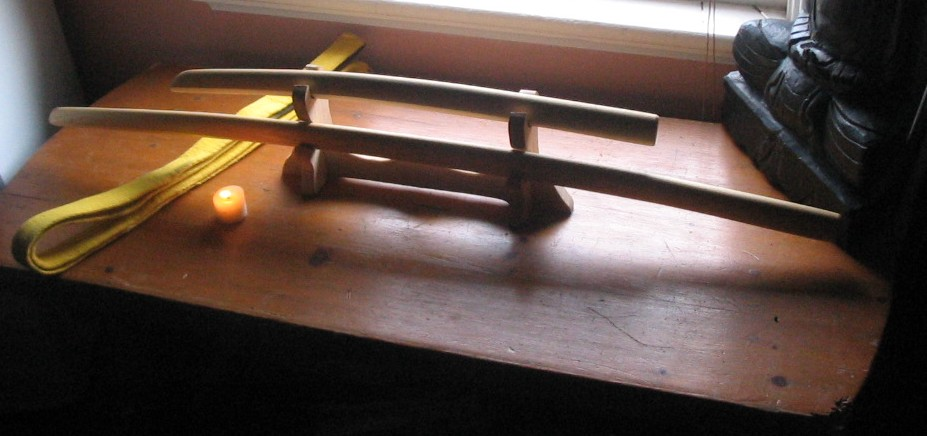
大刀與小太刀造型的木刀

一般販賣的木刀都是日本刀的外型，在各地的土產店都可以看到。其刃部通常是扁平的橢圓型，材質多半為赤樫與白樫，但是也有黑檀、蚊母樹、枇杷等昂貴素材製成的。另外，因為赤樫輕而易折斷，也有使用鐵刀木製作的。

## 練習用木刀

### 諸流派

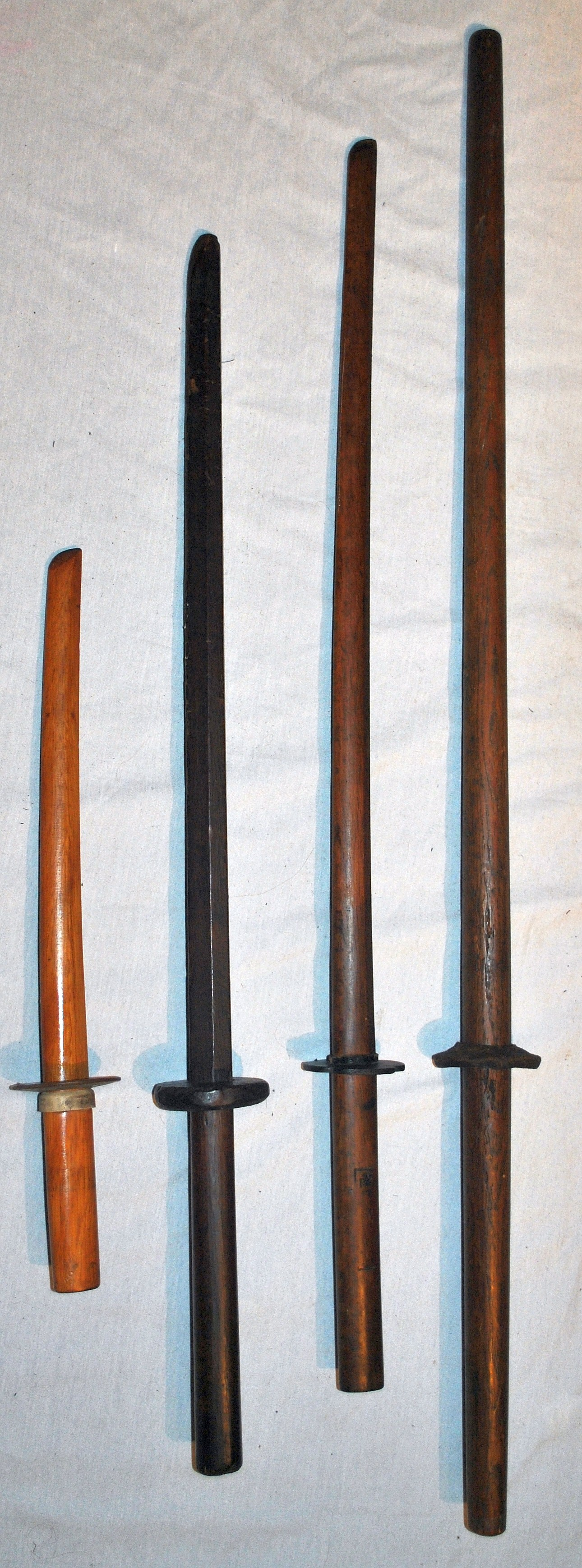
木刀

不只是太刀（大刀），小太刀、鞘木刀、薙刀、槍、鎖鎌、十手、刺刀等外型的木刀也用於小太刀術、居合術、薙刀術、槍術、鎖鎌術、十手術、銃劍道的練習。
起先木刀都是手製品，隨著各自流派的不同繼承其始祖同樣形狀長度的木刀，也就可以從木刀的形狀判斷出流派與其系統。不過現在基於手製木刀有實質上的困難，有專門的木刀工匠替人定做流派獨特的木刀。人數夠多的一部分流派，其木刀也會在市面上販賣。
劍術練習的木刀式通常沒有鍔，而以六尺棒或杖等進行打擊練習的流派則會使用有寬大刀身與布條鍔的專用木刀。江戶時代練習居合術時使用鞘木刀上會有鍔，通常是使用樹脂，也有革鍔、甚至於鐵鍔。
另外，和長度較長的大太刀相近的空振用木刀，被天然理心流等流派使用著，通常較真刀為重，是用以鍛鍊正確的手姿等目的使用。
示現流與藥丸自顯流則是取柞樹的枝幹，選擇適當長度後乾燥即拿來當木刀使用，連練習用的長木刀也是一樣以沒有任何加工的柞製木棒加上厚紙製的鍔來使用。
由於木刀沒有刀刃，一般來說並沒有劈砍的能力。不過劍術、居合術的高手，可用以將松樹砍斷，甚至在練習中將對手的木刀砍成兩半。
順帶一提，各地販賣的工藝品木刀有八成至九成是在宮崎縣都城市製造的。

### 練習
- 江戶時代初期某些流派使用木刀進行打擊練習，但因為拿木刀打到頭部時實在太過於危險，之後才改用竹刀進行。
- 劍道是在練習劍道形的時候使用木刀。
- 拔刀術、居合道中初入門者是使用模擬刀來練習。
- 一部分的居合術流派（江戶時代以後的流派）是使用鞘木刀練習。

## 販賣用的木刀

### 當作土產的木刀
日本全國各地歷史遺跡、建築等觀光地周圍的紀念品店都會販賣木刀當作土產，供前來修學旅行的兒童與學生購買。首次發售木刀當土產的觀光景點是 福島縣會津若松市飯盛山，以白虎隊命名的白虎刀。因為白虎刀大受歡迎，製造公司就把全國各地的觀光地名放在木刀上在各地販售，成為各地土產。
而目前最為流行的木刀則是洞爺湖的木刀，為動漫銀魂的男主角坂田銀時的武器。

## 護身
木刀在打架時可以當作武器使用，因此暴走族公然攜帶木刀適用於日本的凶器準備集合罪。

## 外部連結
- 洞爺湖木刀